# Massiccio dell'Étoile
Il massiccio dell'Étoile è un piccolo massiccio montuoso che si estende a nord di Marsiglia. La cima più alta è rappresentata dalla vetta del Grand Puech, che raggiunge i 779 m di quota. L'Étoile, insieme al massiccio del Garlaban, forma una piccola catena costiera calcarea della Bassa Provenza, nel dipartimento Bocche del Rodano, del quale interessa 18 comuni. Esso ospita, sulle sue colline, una flora dove non mancano specie endemiche e rare, fra cui l'Arenaria provincialis, ma anche la fauna mediterranea presenta tratti di tipicità ed originalità.